# De Marrekrite

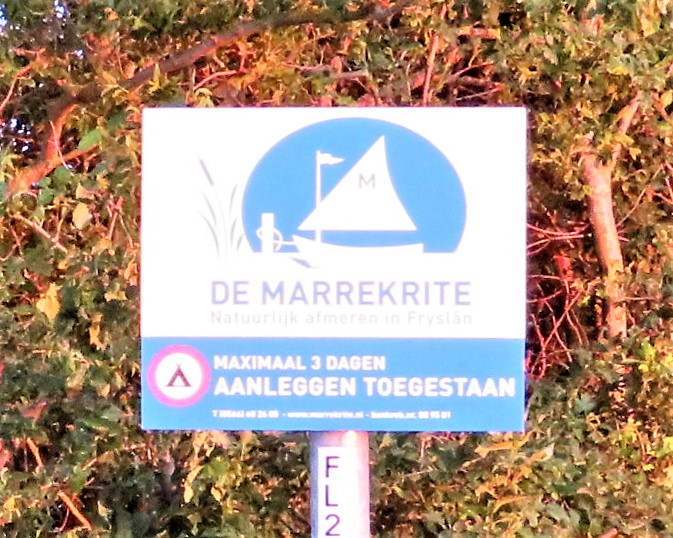
Bord bij een Marrekritesteiger

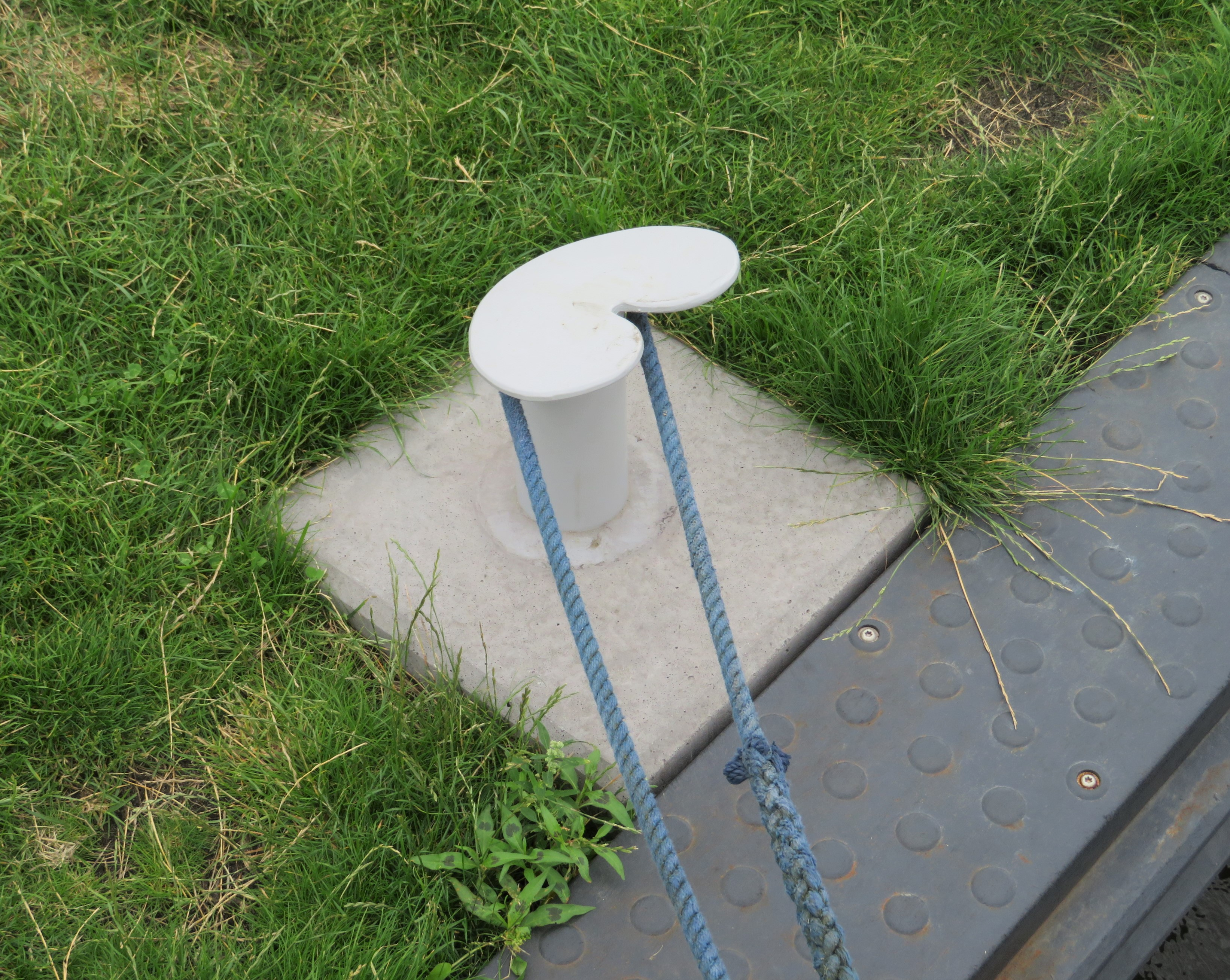
Bolder in de vorm van een pompeblêd op een Marrekrite aanlegplaats bij IJlst

De Marrekrite bestaat sinds 1957. Het is een samenwerkingsorgaan van de Provincie Friesland en 13 deelnemende Friese gemeenten, met als doel het Friese waterland recreatief/toeristisch zo goed mogelijk te laten functioneren. Daarbij tevens rekening houdend met de belangen van landschap en natuur. Vanaf de oprichting is het maken van aanlegvoorzieningen in het buitengebied en dus ook het beheer en onderhoud ervan nog steeds de hoofdactiviteit.
Een dergelijke aanlegvoorziening wordt ook wel een Marrekrite genoemd.